# 샌디 넬슨
샌디 넬슨(Sandy Nelson, 1938년 ~ )은 미국의 드럼 연주자이다. 캘리포니아주 산타 모니카에서 태어났다. 키프 틸러 악단과 지방의 로큰롤 쇼에 출연한 것을 계기로 할리우드의 스튜디오 밴드에 들어가 많은 레코딩에 참가하였다. 1959년에 자신이 만든 음반 《틴 비트》가 엄청난 인기를 얻었다.